# Cuencas costeras e islas entre río Palena y río Aysén
Las cuencas costeras e islas entre río Palena y río Aysén son el espacio natural formado por varias cuencas contiguas exorreicas de régimen pluvial y nival que cubren un total de 1.285.229 hectáreas ubicadas en la Región de Aysén que la Dirección General de Aguas reúne en el ítem 111 del inventario BNA de cuencas de Chile.

De todas las cuencas de este ítem, solo la cuenca del río Cisnes, la mayor de todas, se inicia en la frontera internacional de la Región de Aysén, tiene un régimen pluvionival (y tiene un artículo propio).

## Límites y relieve

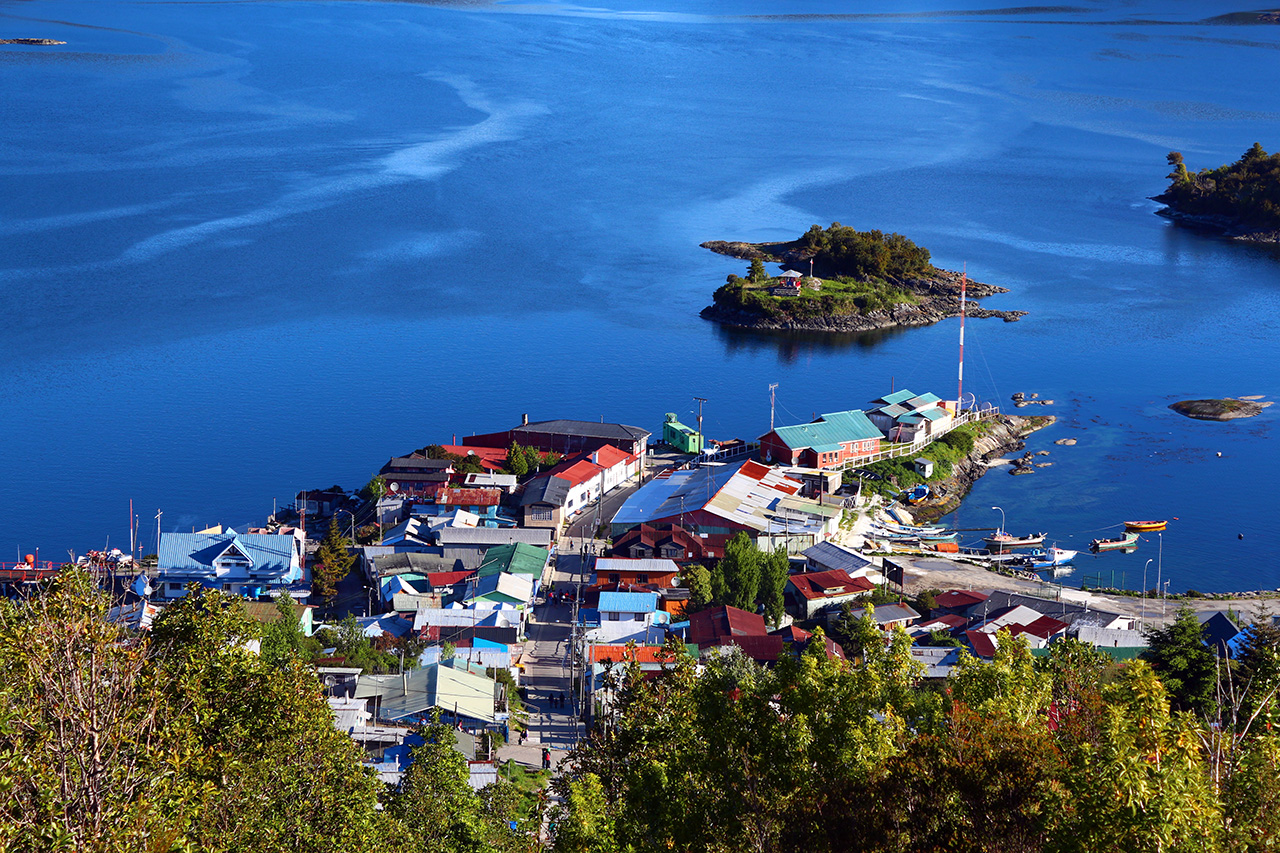
Puerto Aguirre, en el sector sur del ítem.

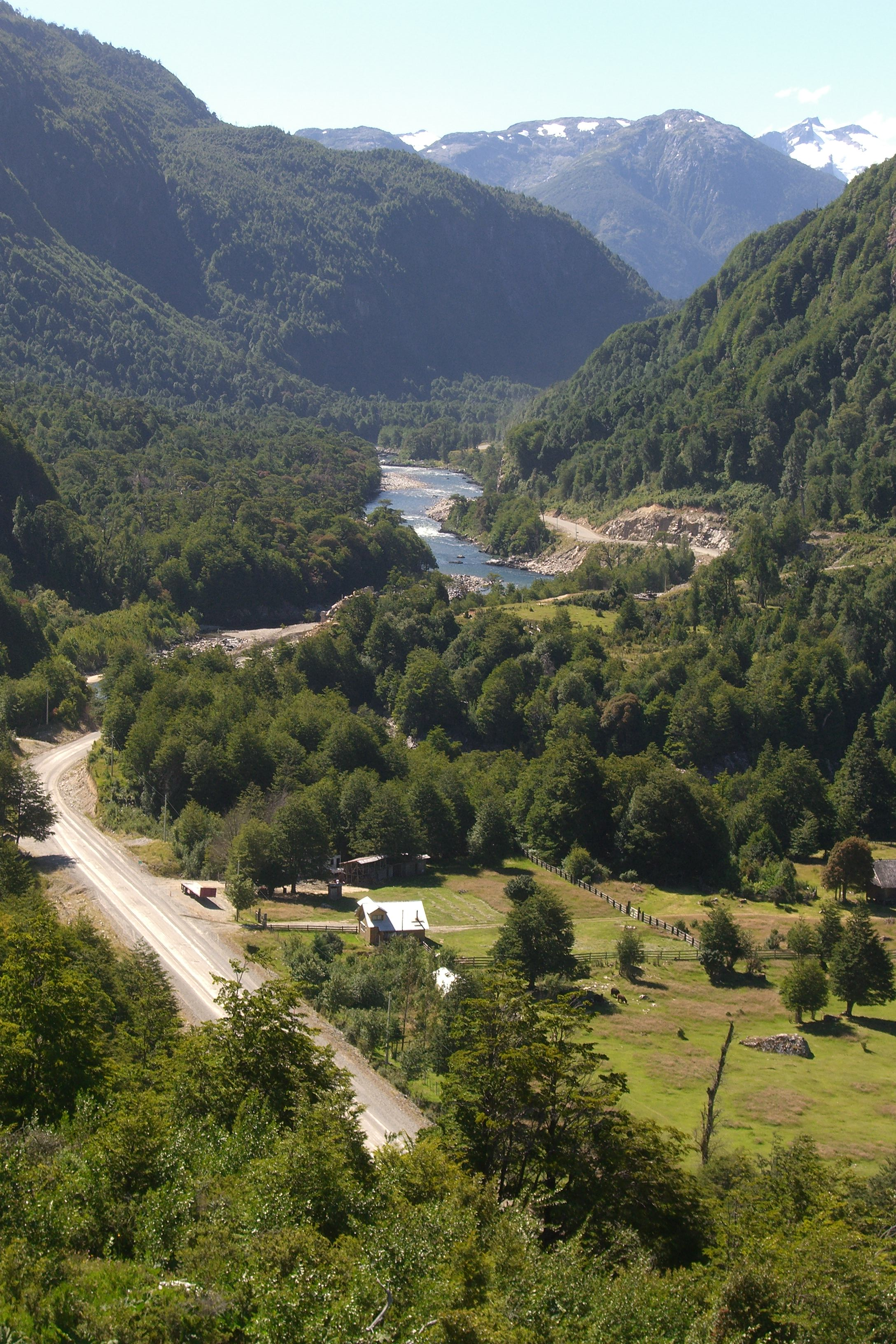
Valle del río Cisnes.

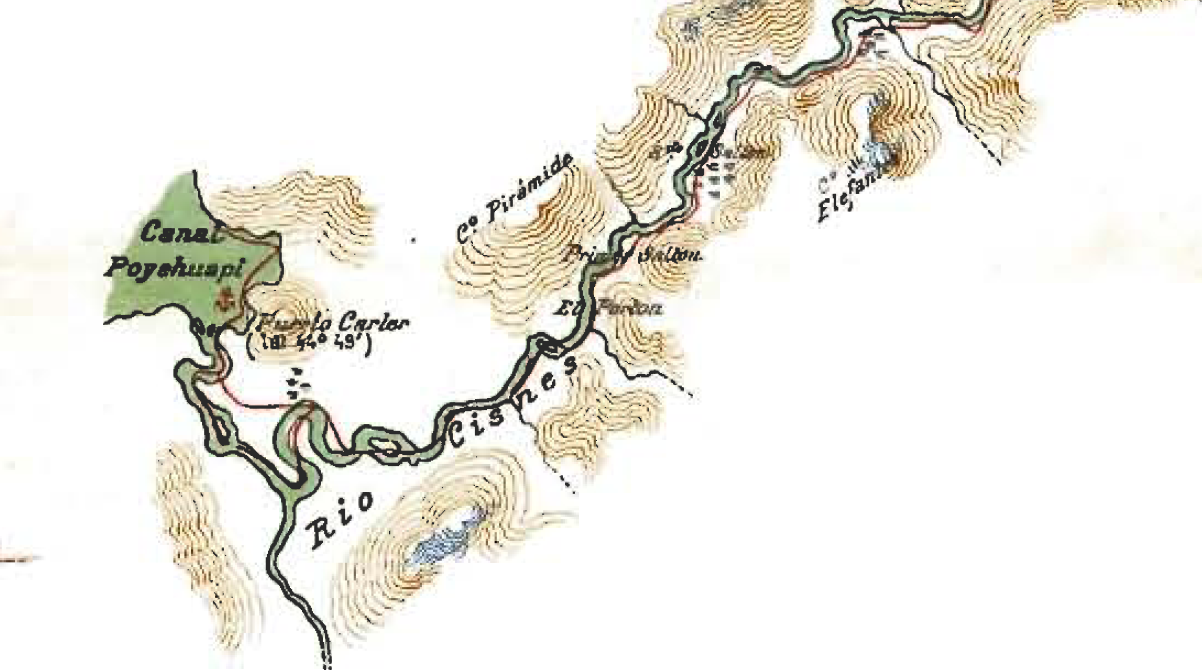
La zona fue explorada por los colonos solo a fines del. Este mapa fue hecho por Hans Steffen, quien exploró la zona por encargo del gobierno chileno.

El ítem limita al norte con la cuenca del río Palena. Al este, ya en territorio argentino, limita al norte con el río Pico (Figueroa), la continuación de la cuenca del Palena, y más al sur con el arroyo Apeleg, el lago Fontana y otros cabezales del río Senguer. Derechamente al sur limita con la cuenca del río Aysén.

## Población
El sistema de información y monitoreo de biodiversidad del Ministerio del Medio Ambiente de Chile señala la siguiente distribución de la superficie de la cuenca entre las comunas (el porcentaje es de la cuenca):
| Región                                    | Provincia | Comuna     | Hectáreas     | Porcentaje |
| ----------------------------------------- | --------- | ---------- | ------------- | ---------- |
| Aysén del General Carlos Ibáñez del Campo |           |            | 1.285.228,861 | 74,728%    |
|                                           | Coihaique |            | 378.950,846   | 22,034%    |
|                                           |           | Coihaique  | 14.309,275    | 0,832%     |
|                                           |           | Lago Verde | 364.641,571   | 21,202%    |
|                                           | Aisén     |            | 906.278,015   | 52,694%    |
|                                           |           | Aisén      | 142.784,535   | 8,302%     |
|                                           |           | Cisnes     | 763.493,48    | 44,392%    |

Poblados y localidades:
- Puerto Cisnes
- Puerto Aguirre (Chile)

## Subdivisiones
La Dirección General de Aguas subdivide o reúne las cuencas de Chile acorde a las necesidades de estudio y gestión. Existen dos inventarios que han logrado ser aceptados como principales, el inventario de cuencas del Banco Nacional de Aguas (BNA) de 1978, de mayor uso, y el inventario de cuencas del Departamento de Administración de Recursos Hídricos (DARH) de 2014 de mejor cartografía que ha obligado a redefinir algunos límites, a veces con cambios mayores, pero también por algunas redefiniciones del concepto de subcuenca.
Bajo el BNA el código del ítem es 111 y con el DARH es 1101.
La subdivisión del BNA es como sigue:
| Cuenca                                                   | Subcuenca | Subsubcuenca | Aguas                                                       | Área drenaje km² | Observaciones |
| -------------------------------------------------------- | --------- | ------------ | ----------------------------------------------------------- | ---------------- | ------------- |
| 111 Costeras e islas entre Río Palena y Río Aysén (mapa) |           |              |                                                             |                  |               |
| 111                                                      | 1110      | 11100        | Costeras entre Río Palena y Río Marchant                    | 861              |               |
| 111                                                      | 1111      | 11110        | Isla Refugio                                                | 1076             |               |
| 111                                                      | 1112      | 11120        | Costeras entre Río Marchant y Seno Ventisquero              | 1755             |               |
| 111                                                      | 1113      | 11130        | Costeras entre Seno Ventisquero y Río Cisnes                | 929              |               |
| 111                                                      | 1114      | 11140        | Río Cisnes Bajo Estero La Turbina                           | 736              |               |
| 111                                                      | 1114      | 11141        | Río Cisnes Entre Estero La Turbina y Río Cáceres            | 524              |               |
| 111                                                      | 1114      | 11142        | Río Cáceres                                                 | 926              |               |
| 111                                                      | 1114      | 11143        | Río Cisnes entre Río Cáceres y bajo Arroyo Quemas           | 618              |               |
| 111                                                      | 1114      | 11144        | Río Cisnes entre Arroyo Quemas y Río Grande Espera          | 653              |               |
| 111                                                      | 1114      | 11145        | Río Picacho y Río Presidente Rossevelt                      | 726              |               |
| 111                                                      | 1114      | 11146        | Río Desaguadero La Escondida Entre Río Picacho y Río Cisnes | 525              |               |
| 111                                                      | 1114      | 11147        | Río Cisnes Entre Río Grande Esperanza y Desembocadura       | 732              |               |
| 111                                                      | 1115      | 11150        | Costeras entre Río Cisnes y Punta San Andrés                | 873              |               |
| 111                                                      | 1116      | 11160        | Islas Atilio, Enrique y Manuel                              | 462              |               |
| 111                                                      | 1116      | 11161        | Isla Canalad                                                | 225              |               |
| 111                                                      | 1116      | 11162        | Isla Magdalena                                              | 2918             |               |
| 111                                                      | 1117      | 11170        | Costeras entre Punta San Andrés y Río Aisen                 | 1530             |               |
| 111                                                      | 1118      | 11180        | Isla Ester                                                  | 703              |               |
| 111                                                      | 1118      | 11181        | Isla Chamlay                                                | 141              |               |
| 111                                                      | 1118      | 11182        | Isla Churrecue                                              | 217              |               |
| 111                                                      | 1118      | 11183        | Isla Elena                                                  | 68               |               |
| total:                                                   | 9         | 21           | Región: XI (100%) / Tipo: Exorreica / Desemb.: O. Pacífico  | 16466            |               |

La disposición de cuencas en el inventario DARH es la siguiente:
| Código      | Nombre                                                | Código en mapa                                        | Tipología de cuenca                                   | Vertiente de cuenca                                   | Origen de cuenca                                      | Temperatura media anual (C°)                          | Temperatura máxima (C°)                               | Temperatura mínima (C°)                               | Precipitación anual (mm)                              | Número de estaciones fluviométricas                   | Número de estaciones pluviométricas                   | Área (km²)                                            |
| ----------- | ----------------------------------------------------- | ----------------------------------------------------- | ----------------------------------------------------- | ----------------------------------------------------- | ----------------------------------------------------- | ----------------------------------------------------- | ----------------------------------------------------- | ----------------------------------------------------- | ----------------------------------------------------- | ----------------------------------------------------- | ----------------------------------------------------- | ----------------------------------------------------- |
| 1101        | Cuencas Costeras e Islas entre Río Palena y Río Aysén | Cuencas Costeras e Islas entre Río Palena y Río Aysén | Cuencas Costeras e Islas entre Río Palena y Río Aysén | Cuencas Costeras e Islas entre Río Palena y Río Aysén | Cuencas Costeras e Islas entre Río Palena y Río Aysén | Cuencas Costeras e Islas entre Río Palena y Río Aysén | Cuencas Costeras e Islas entre Río Palena y Río Aysén | Cuencas Costeras e Islas entre Río Palena y Río Aysén | Cuencas Costeras e Islas entre Río Palena y Río Aysén | Cuencas Costeras e Islas entre Río Palena y Río Aysén | Cuencas Costeras e Islas entre Río Palena y Río Aysén | Cuencas Costeras e Islas entre Río Palena y Río Aysén |
| 11010000    | Río Cisnes entre Laguna Escondida y Estero La Turbina | 17                                                    | Exorreica                                             | Pacífico                                              | Pluvial                                               | 5.8                                                   | 16.0                                                  | -2.4                                                  | 1391.9                                                | 4                                                     | 2                                                     | 1707.0                                                |
| 1101000000  | Lago Copa                                             | 18                                                    | Exorreica                                             | Pacífico                                              | Pluvial                                               | 6.1                                                   | 15.3                                                  | -1.3                                                  | 1987.7                                                | 0                                                     | 0                                                     | 528.2                                                 |
| 1101000001  | Río Picacho                                           | 19                                                    | Exorreica                                             | Pacífico                                              | Pluvial                                               | 5.9                                                   | 15.6                                                  | -1.9                                                  | 1632.0                                                | 0                                                     | 0                                                     | 414.1                                                 |
| 11010000010 | Lago Presidente Roos                                  | 20                                                    | Exorreica                                             | Pacífico                                              | Pluvial                                               | 5.9                                                   | 15.2                                                  | -1.5                                                  | 1905.3                                                | 0                                                     | 0                                                     | 311.9                                                 |
| 1101000002  | Laguna de las Torres                                  | 21                                                    | Exorreica                                             | Pacífico                                              | Pluvial                                               | 5.9                                                   | 15.9                                                  | -2.1                                                  | 1495.1                                                | 0                                                     | 0                                                     | 147.8                                                 |
| 1101000003  | Río Cáceres                                           | 22                                                    | Exorreica                                             | Pacífico                                              | Pluvial                                               | 5.0                                                   | 16.1                                                  | -3.8                                                  | 914.6                                                 | 0                                                     | 0                                                     | 870.8                                                 |
| 1101000004  | Río Cisnes entre Estero La Turbina y Río Cáceres      | 23                                                    | Exorreica                                             | Pacífico                                              | PluvioNival                                           | 5.6                                                   | 17.0                                                  | -3.6                                                  | 673.0                                                 | 1                                                     | 0                                                     | 527.9                                                 |
| 11010000040 | Río Cisnes Bajo Estero La Turbina                     | 24                                                    | Exorreica                                             | Pacífico                                              | PluvioNival                                           | 5.5                                                   | 17.3                                                  | -4.1                                                  | 496.7                                                 | 0                                                     | 1                                                     | 731.6                                                 |
| 110101      | Costeras entre Río Palena y Río Marchant              | 0                                                     | Exorreica                                             | Pacífico                                              | Pluvial                                               | 7.5                                                   | 16.3                                                  | 0.6                                                   | 2454.8                                                | 0                                                     | 0                                                     | 767.3                                                 |
| 110102      | Isla Refugio                                          | 0                                                     | Exorreica                                             | Pacífico                                              | Pluvial                                               | 8.6                                                   | 16.8                                                  | 2.1                                                   | 2732.9                                                | 0                                                     | 0                                                     | 149.0                                                 |
| 110103      | Costeras entre Río Marchant y Seno Ventisquero        | 0                                                     | Exorreica                                             | Pacífico                                              | Pluvial                                               | 7.4                                                   | 16.4                                                  | 0.4                                                   | 2380.9                                                | 0                                                     | 1                                                     | 1149.4                                                |
| 110104      | Costeras entre Seno Ventisquero y Río Cisnes          | 0                                                     | Exorreica                                             | Pacífico                                              | Pluvial                                               | 6.0                                                   | 15.6                                                  | -1.6                                                  | 1886.4                                                | 1                                                     | 0                                                     | 721.7                                                 |
| 11010500    | Isla Magdalena (Río Los Mallines al Norte)            | 25                                                    | Exorreica                                             | Pacífico                                              | Pluvial                                               | 7.4                                                   | 16.1                                                  | 0.7                                                   | 2484.5                                                | 0                                                     | 0                                                     | 714.7                                                 |
| 11010501    | Islas Atilio, Enrique y Manuel                        | 26                                                    | Exorreica                                             | Pacífico                                              | Pluvial                                               | 8.6                                                   | 16.8                                                  | 2.1                                                   | 2751.3                                                | 0                                                     | 0                                                     | 139.9                                                 |
| 11010502    | Isla Canalad                                          | 27                                                    | Exorreica                                             | Pacífico                                              | Pluvial                                               | 9.2                                                   | 17.0                                                  | 3.0                                                   | 2862.2                                                | 0                                                     | 0                                                     | 25.7                                                  |
| 11010503    | Isla Magdalena                                        | 28                                                    | Exorreica                                             | Pacífico                                              | Pluvial                                               | 7.4                                                   | 15.7                                                  | 0.9                                                   | 2567.5                                                | 0                                                     | 0                                                     | 1378.7                                                |
| 110106      | Costeras entre Río Cisnes y Punta San Andrés          | 0                                                     | Exorreica                                             | Pacífico                                              | Pluvial                                               | 6.5                                                   | 15.0                                                  | -0.3                                                  | 2338.0                                                | 0                                                     | 0                                                     | 717.5                                                 |
| 11010700    | Río Cuervo                                            | 29                                                    | Exorreica                                             | Pacífico                                              | Pluvial                                               | 5.4                                                   | 14.0                                                  | -1.5                                                  | 2112.1                                                | 1                                                     | 0                                                     | 703.9                                                 |
| 11010701    | Costeras e Islas sector norte Fiordo de Aysén         | 30                                                    | Exorreica                                             | Pacífico                                              | Pluvial                                               | 5.9                                                   | 14.3                                                  | -0.8                                                  | 2203.3                                                | 0                                                     | 0                                                     | 322.0                                                 |
| 11010702    | Costeras desde Canal Devia hasta Canal Pilcomayo      | 31                                                    | Exorreica                                             | Pacífico                                              | Pluvial                                               | 7.0                                                   | 15.0                                                  | 0.6                                                   | 2490.5                                                | 0                                                     | 0                                                     | 270.4                                                 |
| 11010800    | Isla Ester                                            | 32                                                    | Exorreica                                             | Pacífico                                              | Pluvial                                               | 8.1                                                   | 15.8                                                  | 1.8                                                   | 2613.3                                                | 0                                                     | 0                                                     | 137.1                                                 |
| 11010801    | Isla Chamlay                                          | 33                                                    | Exorreica                                             | Pacífico                                              | Pluvial                                               | 8.2                                                   | 15.7                                                  | 2.0                                                   | 2585.0                                                | 0                                                     | 0                                                     | 45.4                                                  |
| 11010802    | Isla Elena                                            | 34                                                    | Exorreica                                             | Pacífico                                              | Pluvial                                               | 8.6                                                   | 16.3                                                  | 2.2                                                   | 2654.6                                                | 0                                                     | 0                                                     | 23.5                                                  |
| 11010803    | Isla Churrecue                                        | 35                                                    | Exorreica                                             | Pacífico                                              | Pluvial                                               | 7.8                                                   | 15.3                                                  | 1.6                                                   | 2549.0                                                | 0                                                     | 0                                                     | 42.7                                                  |

## Hidrología

### Red hidrográfica
Los cuerpos de agua considerados en esta categoría son:

### Caudales y régimen
Entre estas cuencas, como lo indica el inventario DARH, solo la cuenca del río Cisnes tiene un régimen pluvionival, las restantes, tienen un régimen pluvial.

### Humedales
El Ministerio del Medio Ambiente no registra humedales de tipo alguno reconocidos en esta área.

### Glaciares
El inventario público de glaciares de Chile 2022 consigna un total 968 glaciares en estas cuencas, cubriendo un área de 259,66 km² y se estima el volumen de agua almacenada en 9,79 km³.

## Clima

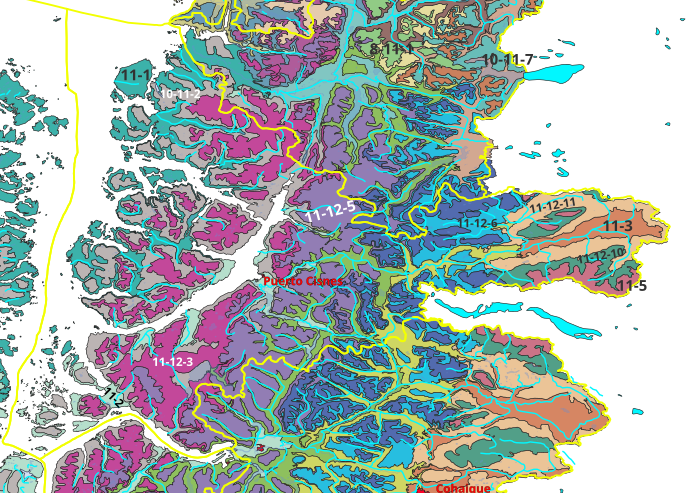
Distritos agroclimáticos en el ítem 111 del inventario BNA de cuencas según el Atlas agroclimático de Chile. Las líneas amarillas son los límites de las cuencas o ítems.

Diagrama Walter Lieth para la localidad de Puerto Cisnes.